# Xã Burrell, Quận Armstrong, Pennsylvania
Xã Burrell (tiếng Anh: Burrell Township) là một xã thuộc quận Armstrong, tiểu bang Pennsylvania, Hoa Kỳ. Năm 2010, dân số của xã này là 689 người.